# Никитина, Марианна Ивановна
Мариа́нна Ива́новна Ники́тина (урожд. Кудряшова; 15 октября 1930; Ленинград, СССР — 29 октября 1999; Санкт-Петербург, Россия) — советский российский востоковед, кореист, доктор филологических наук, сотрудник Института востоковедения АН СССР.

## Биография
Марианна Ивановна Никитина родилась 15 октября 1930 года в Ленинграде. Во время войны жила в эвакуации у родственников. В 1947 году, окончив среднюю женскую школу, поступила на восточный факультет Ленинградского государственного университета. Была среди первого набора студентов корейского отделения, вновь открытого после долгого перерыва. Училась у Александра Алексеевича Холодовича. Перевела роман корейского писателя Ли Киёна «Земля». В 1952 году окончила университет и поступила в аспирантуру. В 1962 году защитила диссертацию на тему «Средневековая корейская поэзия в жанрах „сичжо“ и „чань сичжо“».
Преподавать в университете начала ещё в году учения в аспирантуре. Занималась переводами и составлением подстрочников для А. А. Ахматовой. В 1957 году стала научным сотрудником Института Востоковедения АН СССР. С 1966 году заведовала корейской группой института. С 1971 года — старший научный сотрудник.
В 1982 году была защищена докторская диссертация «Древняя корейская поэзия в связи с ритуалом и мифом», основанная на одноимённой монографии 1981 года.
Муж — Валентин Петрович Никитин, инженер-гидрограф, доцент Ленинградского опытно-конструкторского бюро торгового машиностроения, заведующий лабораторией, кандидат технических наук.
Руководила работой студенческого семинара в Центре корейского языка и культуры при СПбГУ.

## Научная деятельность
В сферу научных интересов входило исследование сичжо, жанра корейской лирической поэзии. Первая статья о рифме в сичжо вышла в журнале «Восточный альманах» (1958). В дальнейшем эта проблематика исследовалась в кандидатской диссертации (1962).
Серьёзным научным достижением является выработка методики изучения литературы как уникального явления культуры, вне общемировых процессов, без соотнесения с жанрами, периодами, без попыток классифицировать. Такой подход применялся при работе над главами книги «Очерки истории корейской литературы до XIV в.» (1969) о буддийской биографии и поэзии хянга и в статье «Периодизация корейской средневековой литературы» (1968).
Исследование древней корейской поэзии привело к изучению корейской мифологии и религии, с которыми поэзия была тесно связана. Этому аспекту корейской культуры посвящена докторская диссертация М. И. Никитиной, а также последняя крупная работа, изданная мужем после её смерти «Миф о Женщине-Солнце и её родителях и его спутники в ритуальной традиции Древней Кореи и соседних стран» (2001). Основным выводом исследователя было утверждение, что в основе корейской культуры лежит миф о Женщине-Солнце и её родителях, с которым связано порядка 80 ритуалов в Корее, Японии, Китае. Разработана теория ритуала: типовой ритуал, алгоритм типового ритуала, алгоритм конкретного ритуала, цель ритуала, заказчик ритуала, время и пространство ритуала, числовой код мифа.

## Основные работы
- Корейский роман «Удивительное соединение двух браслетов» // Труды XXV Международного Конгресса востоковедов. Москва: 9—16 августа 1960 г. Т. V. М.: ИВЛ, 1963. (в соавт. с Троцевич А. Ф.)
- Очерки истории корейской литературы до XIV в. / Отв. ред. А. А. Холодович. М.: Наука, ГРВЛ. 1969. (в соавт. с Троцевич А. Ф.)
- Заметки о зрительном знаке в корейской культуре. Графическое слово 鶏林 // Письменные памятники и проблемы истории культуры народов Востока. XI годичная научная сессия ЛО ИВ АН СССР. Ч. 2. М.: ГРВЛ, 1975. С. 27—36.
- Представление об «облике» «старшего» и «младшего» в хянга «Песня Чхоёна» (IX в.) и обрядах «хождения по мостам» // Теоретические проблемы изучения литератур Дальнего Востока. Ленинград, 1978 год. М.: Наука, 1978. С. 239—250.
- Древняя корейская поэзия в связи с ритуалом и мифом. М.: Наука, ГРВЛ, 1982. 327 с.
- Никитина М. И. Об одной из разновидностей ритуала в связи с проблемой общности мифологических представлений в культурах стран Дальнего Востока // Письменные памятники и проблемы истории культуры народов Востока. XIX годичная научная сессия ЛО ИВ АН СССР. 1985 г. Ч. 1. М.: Наука, ГРВЛ, 1986. С. 122—126.
- Корейская поэзия XVI—XIX вв. в жанре сичжо: (Семантическая структура жанра. Образ. Пространство. Время). СПб.: Петербургское Востоковедение, 1994. 312 с.
- The St. Petersburg Collection of Drawings by Korean Artist Kim Jungyn (Kisan) // Manuscripta Orientalia. International Journal for Oriental Manuscript Research. Vol. 2, No 3, September 1996. P. 54—68.
- Никитина М. И. Миф о Женщине-Солнце и её родителях и его «спутники» в ритуальной традиции древней Кореи и соседних стран / Составитель и редактор В. П. Никитин. СПб.: Петербургское Востоковедение, 2001. 560 с. (Мифы, эпос, религии Востока. Bibliotheca Universalia)[4].

Переводы и издания текстов
- Ссянъчхон кыйбонъ (Удивительное соединение двух браслетов) / Изд. текста, пер. и предисл. М. И. Никитиной и А. Ф. Троцевич. М.: ИВЛ, 1962. 78 с.; факс. 124 с. (Памятники литературы народов Востока. Тексты. Малая серия, XV).
- История цветов: Корейская классическая проза / Пер. с ханмуна А. Ф. Троцевич, М. И. Никитиной, Д. Д. Елисеева, Л. Ждановой, С. Сухачёва, Г. Рачкова; сост., вступ. ст. А. Ф. Троцевич; Коммент. Д. Д. Елисеева, Л. Н. Меньшикова. Л.: «Художественная литература», 1990. 656 с.[3]

## Ученики
- Галкина Людмила Васильевна (1947—2010), кореист, к.филол. н., преподаватель Дальневосточного университета.
- Жданова Лариса Васильевна (1946—1999), кореист, к.филол.н., научный сотрудник СПбФ ИВ РАН.
- Хойслер Соня (р. 1961 г.), германский кореист, к.филол. н., преподаватель Стокгольмского университета.